# Seriemas
Die Seriemas (Cariamidae) sind eine Familie vorwiegend bodenlebender Vögel, die in trockenen, offenen Landschaften des zentralen und östlichen Südamerika verbreitet sind. Sie sind in zwei Gattungen mit je einer Art aufgegliedert. Es wird angenommen, dass die langbeinigen, bodenbewohnenden Seriemas mit den ausgestorbenen Terrorvögeln verwandt sind. Von der IUCN werden beide Arten als nicht gefährdet geführt.

## Merkmale

### Körperbau
Seriemas sind nach den Nandus, mit denen sie einige morphologische und verhaltensbiologische Merkmale teilen, die größten vorwiegend bodenlebenden Vögel Südamerikas. Beide Arten, die Rotfußseriema und die Schwarzfußseriema oder Tschunja, zeigen einen ähnlichen Körperbau. Mit einem durchschnittlichen Gewicht von 1,5 kg und einer Körperlänge von bis zu 90 cm ist die Rotfußseriema etwas größer und schwerer als die eine Körperlänge von 70 bis 85 cm und ein Gewicht von 1,2 kg erreichende Schwarzfußseriema. Die je nach Art leuchtend roten oder schwarzen Beine sind lang und schlank, drei kräftige Zehen sind nach vorne gerichtet, die Hinterzehe ist kleiner und setzt etwas höher an (Anisodaktylie). Der Hals ist lang, aber dennoch kräftig, der große Kopf erscheint keilförmig. Charakteristisch ist außerdem der ein Drittel der Kopflänge erreichende, kräftige Schnabel. Der Oberschnabel ist stark gebogen und länger als der Unterschnabel, er endet in einem spitzen, nach unten gerichteten Haken. Seriemas fliegen selten und schlecht; die Flügel sind kurz und abgerundet.

### Färbung und Gefieder

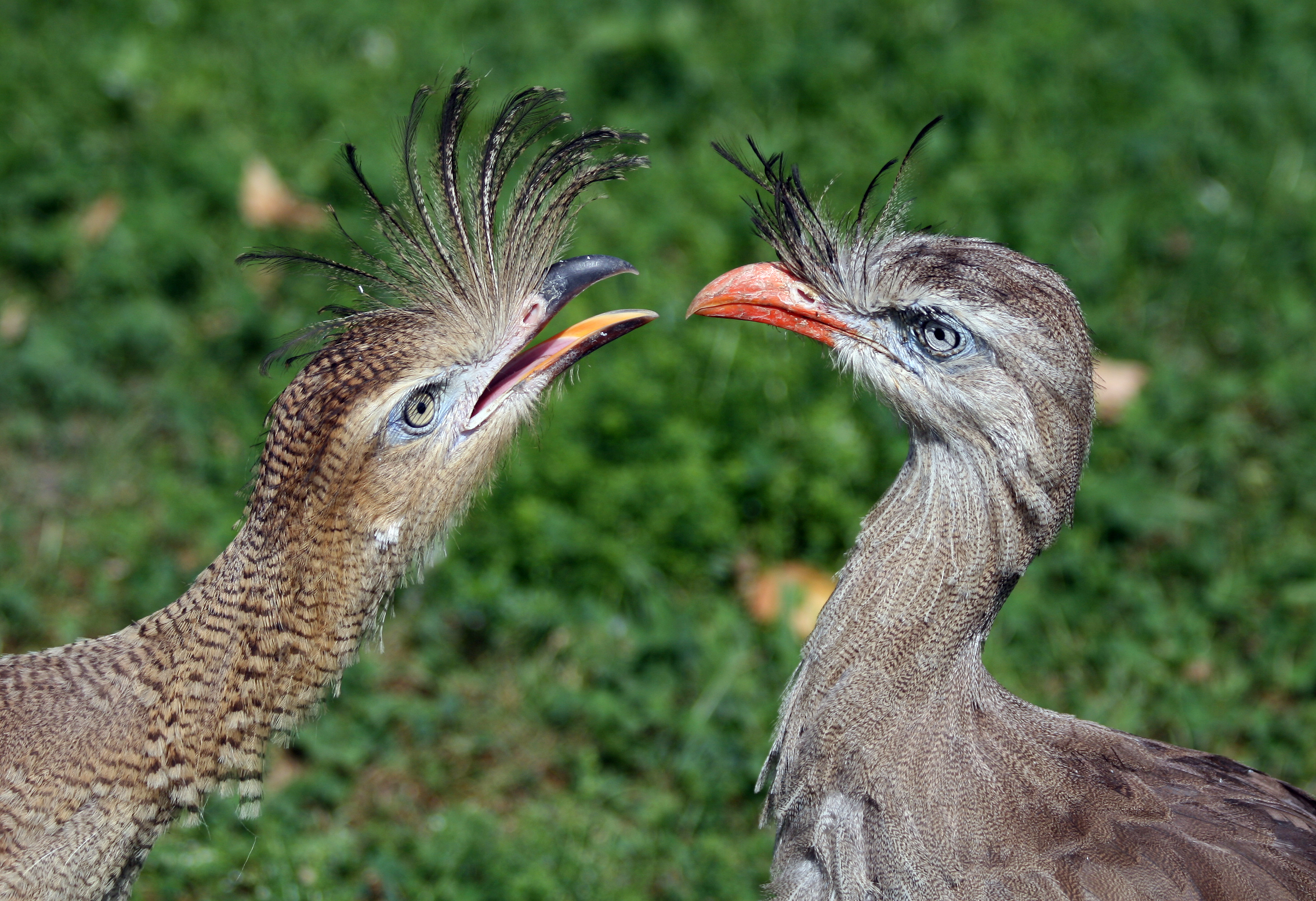
Rotfußseriemas, Jungtier (links) und erwachsener Vogel

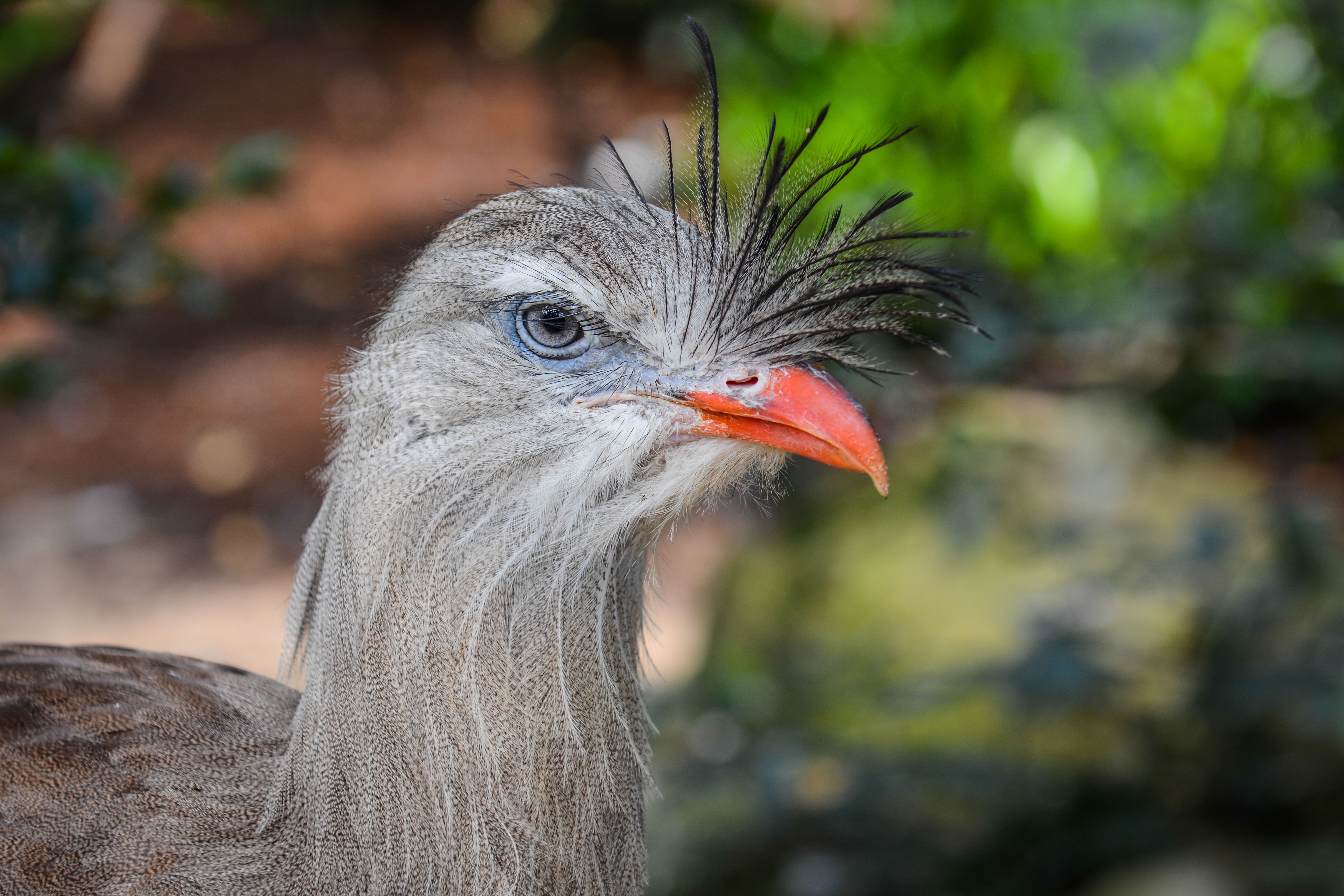
Kopfgefieder einer Rotfußseriema

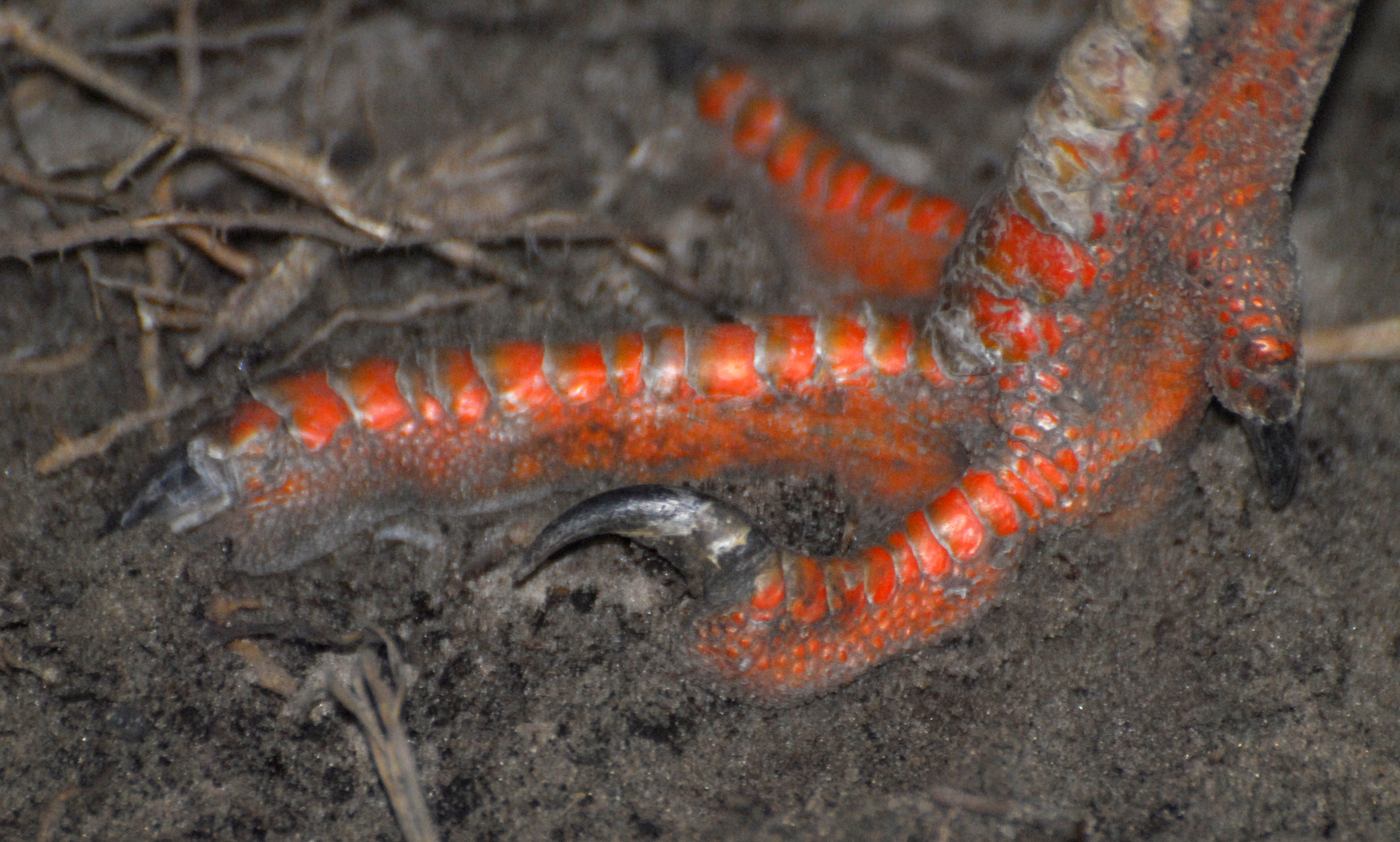
Fuß einer Rotfußseriema

Das Gefieder der Seriemas weist einige Besonderheiten auf. Vor allem im Bereich des Kopfes, des Nackens sowie an Brust und Bauch besteht es aus schmalen, locker am Körper anliegenden Federn. Beide Arten können diese Federn im Nacken zu einer Haube aufstellen. Bei der Rotfußseriema bilden einige steife Federn am Schnabelansatz zudem einen permanent aufgerichteten Federbüschel, der mit bis zu 10 cm Länge die Länge des Schnabels übertreffen kann und oft leicht nach vorn gebogen ist.
Das Gefieder der Seriemas ist graubraun, wobei Brust und Bauchgefieder heller grau gefärbt sind als Kopf, Mantel und Rücken. Nur über dem Auge verläuft ein schmaler, heller Streifen. Zum Steiß hin wird das Bauchgefieder heller und schließlich cremefarben. Die langen Steuerfedern sind der dunkelste Teil des sichtbaren Gefieders und können bei einzelnen Individuen fast schwarz erscheinen; lediglich an ihrem Ende weisen sie bei der Rotfußseriema schmale weiße Markierungen auf, die allerdings nicht immer zu erkennen sind. Wie bei den ebenso dunklen und mit weißen Streifen versehenen Hand- und Armschwingen ist diese Färbung nur zu erkennen, wenn die Vögel fliegen oder ihre Flügel ausbreiten, bei stehenden und laufenden Vögeln ist die Zeichnung verdeckt. Eine feine dunkle Quermaserung des Gefieders tritt am gesamten Körper auf, ist jedoch nicht besonders auffällig und nur aus geringer Distanz zu erkennen. Geschlechtsdimorphismus tritt bei Seriemas hinsichtlich des Gefieders nicht auf. Jungvögel gleichen adulten Tieren, sind jedoch an Kopf, Nacken und Rücken stärker dunkel gezeichnet. Bei adulten Rotfußseriemas heben sich die leuchtend roten Beine und der ebenso gefärbte Schnabel, die vom Schnabelansatz bis um das Auge herum reichende, nackte blaue Gesichtshaut sowie die gelbe Iris vom graubraunen Gefieder ab. Derartige Farben zeigt die Schwarzfußseriema nicht, ihre Beine sind schwarz oder dunkelgrau gefärbt, sie zeigt keinen nackten Augenring und die Farbe der Iris ist kastanienbraun.

### Bewegung
Seriemas sind bodenlebende Vögel, die auf ihren langen Beinen langsam umherlaufen. Dabei wird der Körper leicht aufrecht gehalten, der Gang wirkt stolzierend. Nahrung wird entweder sofort mit einem schnellen Herunterstoßen des Kopfes aufgenommen oder über kürzere Strecken in schnellem Lauf verfolgt, festgehalten und mit dem Schnabel zerlegt. Gelegentlich setzen sich Seriemas auf die Intertarsalgelenke, um so leichter kleine Nahrung vom Boden aufnehmen zu können oder um zu ruhen. Werden sie gestört oder fühlen sie sich bedroht, so können sie rennend Geschwindigkeiten von bis zu 70 km/h erreichen. Beim Rennen sehen Seriemas aus, als glitten sie über das Gelände, der Körper wird relativ unbewegt über den Beinen gehalten. Nur sehr selten fliegen Seriemas auf, etwa wenn sie erschreckt werden oder einen Nist- oder Schlafplatz in einem Baum erreichen wollen. In diesen Fällen flattern sie etwas unbeholfen auf, schlagen einige Male mit den Flügeln und gleiten die restliche Distanz des stets nur kurzen Fluges. Wenn es ihnen möglich ist, klettern die Vögel auf Bäume, indem sie sich mit den starken Krallen an Stamm und Ästen festhalten und sich, mit den Flügeln Balance haltend, hüpfend im Geäst fortbewegen.

### Stimme
In ihrem Verbreitungsgebiet sind die Seriemas für ihren durchdringenden, eigenartig klingenden Gesang bekannt. Er besteht aus einer Vielzahl kurz hintereinander gereihter, gellender Rufe, jeder davon etwa eine Sekunde lang. Der einzelne Ruf klingt wie ein sich überschlagendes Quieken und wird oft mit dem Kläffen junger Hunde verglichen, klingt aber zumindest aus der Distanz nicht unmelodiös. Lautäußerungen sind vor allem am Morgen zu hören, seltener auch während des Tages und am Abend. Eine wichtige Rolle kommt dem Ruf beim Verteidigen des großen Territoriums zu. Verpaarte Vögel antworten sich gegenseitig, wenn sie den Ruf des jeweils anderen Partners hören und rufen dann im Duett. Nur selten stimmen auch Jungvögel in den Gesang der Elterntiere ein. Seriemas benachbarter Territorien fühlen sich offenbar durch den Gesang der Nachbargruppen zum Rufen animiert und antworten regelmäßig. Oft singen die Vögel von Bäumen oder Termitenhügeln aus, um den Gesang in einem größeren Gebiet hörbar zu machen. Während des Rufens reißen die Tiere den Schnabel weit auf und beugen den Nacken bei jedem Ruf ruckartig nach hinten, bei besonders laut rufenden Tieren kann der Kopf dabei fast den Rücken berühren. Jungvögel beginnen nach zwei bis drei Wochen, die Rufe der Eltern zu imitieren. Von jungen Schwarzfußseriemas ist ein niederfrequenter Laut bekannt, der beim Bettelverhalten nach Nahrung ausgestoßen wird. Rotfußseriemas können zudem ein Knurren ausstoßen, wenn sie sich erschrecken oder erregt sind, während der Balz und am Schlafplatz ist gelegentlich ein leises Quieken zu hören.

## Verbreitung und Lebensraum

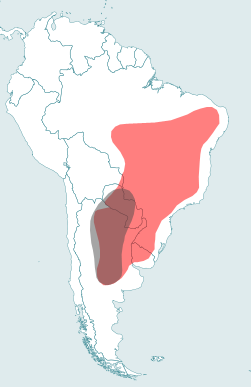
Verbreitung der Seriemas:
Rotfußseriema: rot;
Schwarzfußseriema: schwarz

Die weitgehend offenen und trockenen Gebiete Südamerikas östlich der Anden und südlich des Amazonasbeckens sind das Verbreitungsgebiet der Seriemas. So sind sie beispielsweise in der Pampa und im Gran Chaco vertreten. Die größte Population der Rotfußseriema ist in den halbtrockenen Cerrados, den Grassavannen im Hochland Brasiliens, anzutreffen. Weiter südlich werden auch subtropische Gebiete Brasiliens, Uruguays und Argentiniens sowie der Monte bewohnt. Die Schwarzfußseriema kommt in einem kleineren Verbreitungsgebiet vor, sie bevorzugt trockene, spärlich mit Bäumen bestandene Gebiete im Tiefland, wie sie sie im Monte und Gran Chaco vorfindet. In Argentinien und Paraguay kommen beide Arten sympatrisch vor, wobei die Rotfußseriema anders als die kleinere Schwarzfußseriema auch höher gelegene Gegenden besiedelt, teils ist sie oberhalb der Baumgrenze anzutreffen. Die Arten besetzen offenbar unterschiedliche ökologische Nischen, außerdem ziehen die Rotfußseriemas während der warmen Jahreshälfte in kühlere Gebiete, während die Schwarzfußseriemas während der kühleren Zeit wegziehen und im Sommer stärker vertreten sind. Als Kulturfolger kommt die Rotfußseriema auch auf von Menschen angelegten, landwirtschaftlichen Flächen vor, die zuvor bewaldet waren. Daher kann die Art ihr Verbreitungsgebiet derzeit ausdehnen. Die Schwarzfußseriema scheint ihr Verbreitungsgebiet ebenfalls, wenn auch in deutlich geringerem Ausmaß, zu vergrößern. So wurde 1981 erstmals ein Vogel dieser Art in Bolivien nachgewiesen.

## Lebensweise

### Territorium und Zugverhalten
Vor allem während der Brutsaison verteidigen Seriemas ein in der Größe von vorhandenen Nistplätzen und Nahrung abhängendes, jedoch immer mehrere Hektar großes Territorium, das durch die Partner rufend verteidigt wird. Kommt es zu direkten Konflikten an den Grenzen eines Territoriums, drohen die Vögel zunächst, bei Misserfolg kämpfen sie mit Flügelschlagen und Tritten, bis das unterlegene Paar die Flucht ergreift. Außerhalb der Brutsaison wird das Territorium weniger intensiv verteidigt, besteht aber weiterhin.
Als sesshafte und territoriale Tiere sind Seriemas in weiten Teilen ihres Verbreitungsgebietes keine Zugvögel, jedoch ziehen Teilpopulationen beider Arten im Gran Chaco zur kalten beziehungsweise warmen Jahreszeit kurze Strecken in wärmere oder kühlere Gebiete. Die Rotfußseriema muss zudem auch in der Lage sein, größere Strecken zurückzulegen, da sie im Zuge der Rodung des Amazonasbeckens dort entstehende, noch isolierte Steppengebiete besiedelt. Auch ist sie auf dem isolierten Hochplateau des Itatiaia-Gebirges im Süd-Osten Brasiliens vertreten. Eine andere Erklärung für dieses Vorkommen ist, dass es sich um eine Reliktpopulation aus dem Pleistozän handelt, da in dieser Zeit die Grasländer des zentralen Südamerikas größere Flächen bedeckten als in heutiger Zeit.

### Aktivität und Komfortverhalten
Als tagaktive Vögel begeben sich Seriemas mit Einbruch der Dunkelheit zu einem Baum, dessen Äste ihnen als Schlafplatz dienen. Nach Möglichkeit wird der Schlafplatz kletternd erreicht. Die Nacht verbringen Seriemas dicht nebeneinander stehend schlafend. Der Kopf wird während des Schlafens nicht unter einem Flügel verborgen, sondern mit eingezogenem Hals vor dem Körper gehalten. Tagsüber ruhen die Vögel gelegentlich auf dem Bauch liegend mit unter dem Körper angewinkelten Beinen, zum Sonnen werden die Flügel gespreizt. Seltener legt sich der Vogel auf die Seite und streckt einen Flügel in die Luft, um diesen zu sonnen. Als Komfortverhalten wurde auch ein Aufplustern des Gefieders bei gleichzeitigem Einziehen des Halses beobachtet.

### Soziales und antagonistisches Verhalten
Meist streifen Seriemas in Paaren durch ihr Territorium, während und nach der Brutsaison gesellen sich die Jungvögel zu den Eltern. Nachts schlafen Partner und eventuell vorhandene Jungvögel oft dicht nebeneinander. Stets halten die Tiere während der Nahrungssuche Blickkontakt zueinander und warnen sich gegenseitig vor möglichen Gefahren.
Schon bei kleinen Störungen warnen sich die Mitglieder einer Gruppe untereinander mit einem knurrenden oder zischenden Schrecklaut, oft wird unmittelbar danach von der ganzen Gruppe rennend die Flucht ergriffen. Dabei folgen alle Tiere dem zuerst die Flucht ergreifenden Gruppenmitglied, unabhängig davon, ob sie selbst die Gefahr wahrgenommen haben oder nicht. Seltener pressen sich Vögel flach auf den Boden hinter Bäumen oder Steinen oder fliegen auf, um Gefahren zu entgehen. Sieht eine Seriema keine Möglichkeit zur Flucht, so zeigt sie ein Imponierverhalten, indem sie die schwarzweiß gezeichneten Flügel ausbreitet, den Oberkörper steil aufrichtet, die Nackenfedern zur Haube aufsträubt und das restliche Gefieder aufplustert, um den Gegner zu beeindrucken und zu ängstigen.

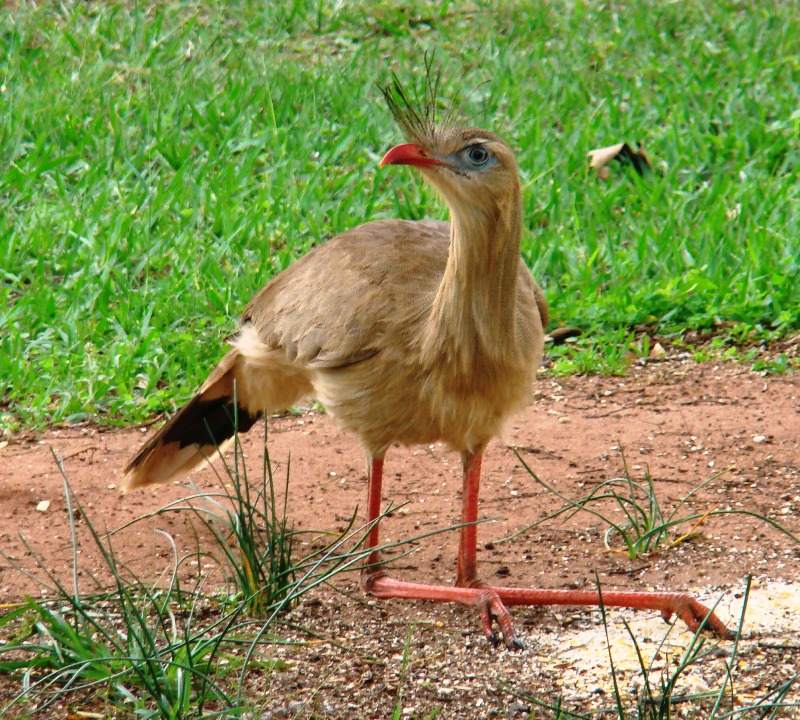
Sitzende Rotfußseriema bei der Nahrungsaufnahme

### Ernährung
Die Nahrung der Seriemas besteht zum überwiegenden Teil aus tierischer Kost, vor allem aus Insekten wie Heuschrecken und Käfern. Häufig halten sich Seriemas in der Nähe von größeren Tieren wie Pferden und Rindern auf, um von diesen aufgeschreckte Kleintiere zu fangen. Bei Gelegenheit werden auch Frösche, Eidechsen, Schlangen, Küken und kleine Nagetiere gefangen und gefressen. Flächen, die kurz zuvor durch im Sommer sehr häufig auftretende Steppenbrände abgebrannt sind, werden von den Vögeln aufgesucht, um dort nach verletzten oder ohne Deckung umherlaufenden Kleintieren zu suchen. Zu deutlich geringerem Anteil wird auch pflanzliche Kost aufgenommen, vorwiegend besteht diese aus Früchten und Sämereien. Bei der Nahrungssuche stolzieren die Vögel langsam umher und beobachten den Boden sowie die niedrige Vegetation, um darin verborgene Tiere zu entdecken. Ist eine Beute entdeckt, verharren die Seriemas kurz und bewegen sich dann langsam darauf zu, bis sie das Tier durch ein Vorschnellen des Halses mit dem Schnabel ergreifen können. Kleinere Nahrung bis zur Größe kleiner Eidechsen wird im Schnabel gedreht und mit dem Kopf voran am Stück geschluckt, größere Tiere wie Schlangen oder Nager werden mit den scharf bekrallten Füßen festgehalten und mit dem Schnabel in kleinere Stücke zerlegt. Zuvor wird größere Beute durch Schläge mit dem Schnabel getötet. Manchmal werden Beutetiere in den Schnabel genommen und gegen Steine oder andere harte Gegenstände geschlagen, bis sie nach teils mehreren Versuchen tot sind. Ähnlich wird mit Eiern und Schnecken verfahren, um diese zu öffnen. Um größere Mengen Sämereien vom Boden aufzulesen, setzen sich Seriemas auf die Tarsalgelenke, um den Boden so leichter zu erreichen.

## Fortpflanzung
Informationen über das Brutverhalten wild lebender Seriemas liegen nur spärlich vor, die meisten der trotz allem dürftigen Erkenntnisse wurden anhand in Gefangenschaft lebender Vögel gewonnen. Über das Brutverhalten der in allen Belangen nur spärlich erforschten Schwarzfußseriema ist fast nichts bekannt. Man geht ihrer sonstigen großen Ähnlichkeit zur Rotfußseriema wegen davon aus, dass ihr Brutverhalten demjenigen dieser Art gleicht.

### Paarbildung
Je nach Gebiet variiert der Beginn der Brutsaison vermutlich abhängig von den klimatischen Gegebenheiten. Die meisten Nester scheinen in der Regenzeit angelegt zu werden, was im zentralen Brasilien der Zeit zwischen September und Mai entspricht. Die monogam lebenden Seriemas verteidigen ein Brutterritorium und dulden keine weiteren Paare in ihrer Nähe. Vor der Verpaarung balzt das Männchen das Weibchen an, indem es seine schwarzweiß gezeichneten Flügel ausgebreitet präsentiert und die ebenfalls schwarzweißen Schwanzfedern auffächert. Danach führen die Partner eine Art Paarungstanz auf, bei dem das Männchen hoch aufgerichtet, mit leicht gesträubter Haube neben dem Weibchen herstolziert und den Kopf gegen den Hals legt, den Schnabel senkrecht zum Boden haltend.

### Nestbau und Neststandort
Nester werden ausschließlich in größeren, stabilen Bäumen angelegt und befinden sich meist in einer Höhe zwischen einem und fünf Metern, können aber auch in der Krone in bis zu neun Metern Höhe angelegt werden. Wenn möglich, wählt das Brutpaar zum Nestbau eine Stelle im Geäst aus, die es kletternd und springend erreichen kann. Das sehr voluminöse Nest wird vom Brutpaar gemeinsam angelegt und besteht aus unordentlich zusammengesteckten Ästen, die Nistmulde wird mit kleinen Zweigen, Gras, teilweise auch mit Dung und Lehm ausgekleidet. Bis zur Vollendung des Nestbaues vergehen im Schnitt 30 Tage.

### Gelege und Brut
In das fertige Nest werden meist zwei, seltener drei Eier gelegt. Diese haben Maße von 57–72 × 46–50 mm bei der Rotfuß- und 56–61 × 42–46 mm bei der Schwarzfußseriema. Ursprünglich weiß gefärbt und schwach braun gesprenkelt, werden die Eier nach kurzer Zeit durch den im Nest befindlichen Lehm vollständig braun gefärbt. Die Bebrütung wird vor allem vom Weibchen durchgeführt und dauert zwischen 24 und 30 Tage.
Küken der Seriemas sind Nesthocker und zunächst mit dünnen, braunen Dunen befiedert, die an Kopf und Nacken besonders lang sind und wie Haare wirken. Nach dem Schlupf wiegen sie etwa 40 Gramm. Beide Elterntiere füttern den Nachwuchs, der das Nest in einem Alter von etwa vierzehn Tagen verlässt. Nach dieser Zeit springen die Jungvögel vom Nest direkt auf den Boden und folgen ihren dort wartenden Eltern. In einem Alter von circa einem Monat ist der Nachwuchs flügge, das Gewicht und das Aussehen adulter Vögel wird erst nach etwa 5 Monaten erreicht. Ab welchem Alter Seriemas fortpflanzungsfähig sind, ist nicht bekannt.

## Stammesgeschichte
Die ältesten zur heute bis auf die Seriemas (Cariamidae) ausgestorbenen Unterordnung Cariamae gehörenden Arten sind aus dem Paläozän bekannt und wurden in Brasilien gefunden. In oligozänen Schichten Nord- und Südamerikas wurden weitere Fossilien verwandter Familien entdeckt, ebenso wie in eozänen Schichten der Grube Messel (Salmila robusta). Die ausgestorbenen Terrorvögel werden als Verwandte der heutigen Seriemas angesehen und mit diesen gemeinsam in die Ordnung Cariamiformes gestellt.

## Systematik

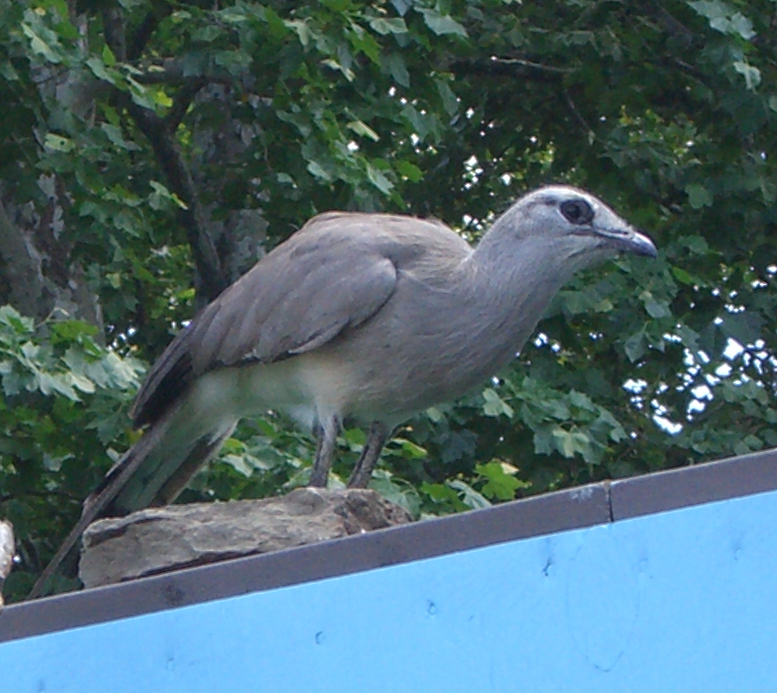
Schwarzfußseriema

Die Seriemas wurden bis vor kurzem in die Ordnung der Kranichvögel (Gruiformes) gestellt, was wegen ihrer abweichenden Anatomie seit langem aber umstritten war. Benirschke war der Ansicht, dass die Seriemas näher mit dem Sekretär verwandt seien. Sibley und Ahlquist stellten die Seriemas im Jahr 1990 auf Grund der bestehenden Unterschiede zu anderen Mitgliedern der Kranichvögel in die Unterordnung Cariamae, die ein Schwestertaxon der Unterordnung Grues (Rallen, Kraniche, Rallenkranich, Trompetervögel) darstellen sollte. Innerhalb der Cariamae bildeten die Seriemas (Cariamidae) demnach die einzige Familie. Nach phylogenetischen Untersuchungen von Cracraft und Barker sind die nächsten heute lebenden Verwandten der Seriemas die Trappen und der Kagu. Nach einer neuen phylogenetischem molekulargenetischen Studie sind die Seriemas mit den Kranichvögeln überhaupt nicht näher verwandt, sondern sind Schwestertaxon einer größeren Vogelgruppe, welche die Falconidae, die Papageien und die Singvögel umfasst. Aufgrund dieser Studie werden sie vom South American Classification Committee, einem Ausschuss der American Ornithologists’ Union und vom International Ornithological Congress als monotypische Ordnung Cariamiformes angesehen und so auch in der World Bird List geführt.
Rotfußseriema und Schwarzfußseriema sind eng miteinander verwandte Arten, die in die monotypischen Gattungen Cariama beziehungsweise Chunga gestellt werden. Ob diese Einteilung gerechtfertigt ist oder ob beide Arten einer gemeinsamen Gattung zugeteilt werden sollen, ist umstritten.
- Gattung Cariama:
  - Rotfußseriema, Cariama cristata
- Gattung Chunga:
  - Schwarzfußseriema oder Tschunja, Chunga burmeisteri

## Seriemas und Mensch

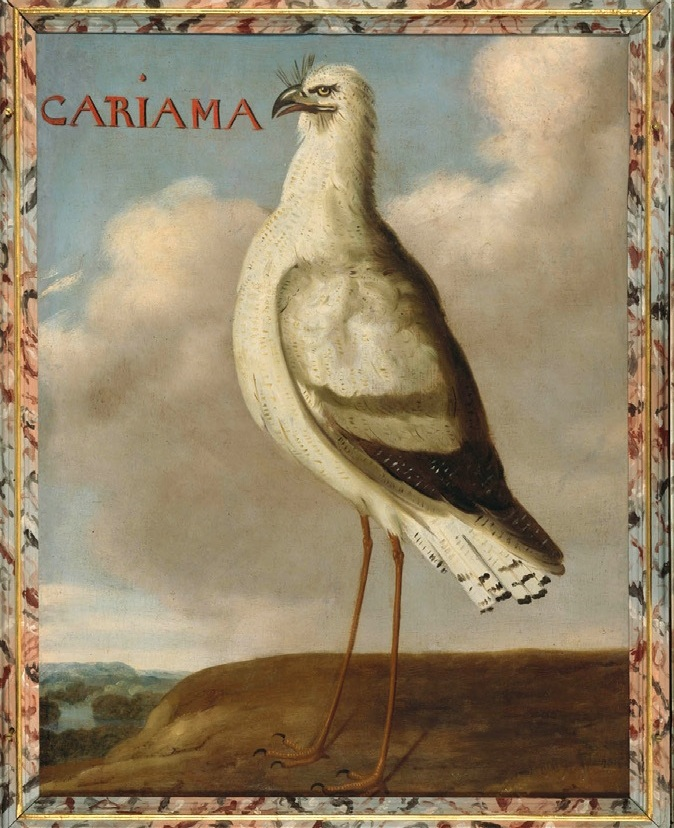
„Cariama“, Gemälde von Albert Eckhout, um 1655

In ihrem Verbreitungsgebiet kennt man die Seriemas vor allem ihres durchdringenden Rufes und des ungewöhnlichen Aussehens wegen. Bereits Maximilian zu Wied-Neuwied, der im 19. Jahrhundert als einer der ersten europäischen Naturkundler Südamerika bereiste, erwähnte den mehrere Kilometer weit vernehmbaren Ruf der Seriemas. Der Name der Gattung Cariama leitet sich direkt von dem Tupí-Wort „Çariama“ ab, was Der eine aufrechte Haube trägt bedeutet. „Seriema“  wird ebenfalls von „Çariama“ abgeleitet, allerdings unter Einfluss des Wortes Ema, in Brasilien die Bezeichnung für den Nandu. Der Name spielt folglich auf die teils ähnliche Lebensweise der Seriemas und Nandus an.
Vor allem bei der auf dem Land lebenden Bevölkerung Brasiliens und Argentiniens sind die Seriemas sehr beliebt, da man ihnen nachsagt, große Mengen giftiger Schlangen und anderer unbeliebter Tiere zu vertilgen. In Teilen Brasiliens ist der Glaube verbreitet, in Gebieten mit Vorkommen von Seriemas könne man keine Schlangen mehr finden. Auch glaubt man dort, die Seriemas seien immun gegen Schlangengift.
Seit dem 19. Jahrhundert sind Seriemas beliebte Pfleglinge in Vogelparks und Zoos. In ihrem ursprünglichen Verbreitungsgebiet erfreuen sich Seriemas schon seit langer Zeit großer Beliebtheit als Wächter. Sie werden als Jungtiere gefangen, von Hand aufgezogen und schließlich mit Hühnern oder anderem Geflügel vergesellschaftet. Bei Annäherung unbekannter Personen oder von Prädatoren warnen die Seriemas durch Rufe die Hühner und deren Besitzer.
Seriemas werden nur selten gezielt bejagt, obwohl ihr gekochtes Fleisch, meist zusammen mit Gemüse serviert, zu Beginn des 20. Jahrhunderts im nördlichen Argentinien eine weit verbreitete und sehr beliebte Speise war.

## Bedrohung und Schutz
Von der IUCN werden beide Arten als nicht gefährdet eingestuft. Es besteht in näherer Zukunft offenkundig auch keinerlei Gefahr, dass die Bestände der Arten in großem Ausmaß einbrechen könnten. Obwohl vor allem die Rotfußseriema ein Kulturfolger ist, können intensivierte Landwirtschaft und der Einsatz von Pestiziden lokalen Populationen schaden. Verluste können jedoch dank des großen Verbreitungsgebietes von beiden Arten ausgeglichen werden. Durch großflächige Rodungen des Regenwaldes bedingt expandiert das Verbreitungsgebiet der Seriemas momentan. Genaue Bestandszahlen sind jedoch schwierig zu ermitteln und liegen nicht vor.